# Sofien-Quadrille
Sofien-Quadrille, op. 75, är en kadrilj av Johann Strauss den yngre. Den spelades första gången den 13 januari 1850 i Sofiensaal i Wien.

## Historia
Kadriljen komponerades till Johann Strauss den yngres första konsert i Sofiensaal den 13 januari 1850. Den blev mycket uppmärksammad i pressen men tyvärr är det ursprungliga orkestermaterialet inte bevarat. Den nuvarande versionen bygger på klaverutdraget. 

## Om kadriljen
Speltiden är ca 5 minuter och 24 sekunder plus minus några sekunder beroende på dirigentens musikaliska tolkning.

## Weblänkar
- Dynastin Strauss 1850 med kommentarer om Sofien-Quadrille.
- Sofien-Quadrille i Naxos-utgåvan.